# Мирзахидов, Хуршид Мирсабирович
Хуршид Мирсабирович Мирзахидов (род. 1971, Ташкент) — Посол Узбекистана в Кыргызстане (с 2020 года), Председатель Национальной телерадиокомпании Узбекистана (2017), бывший министр по развитию информационных технологий и коммуникаций Республики Узбекистан (2015—2017).

## Биография
Родился в 1971 году в городе Ташкенте. В 1995 году окончил Ташкентский электротехнический институт связи по специальности «инженер радиосвязи, радиовещания и телевидения», а в 2004 году — Высшую школу бизнеса при Академии общественного и государственного строительства при Президенте РУз. Хуршид Мирзахидов имеет степень магистра управления бизнесом. Указом Президента от 11 февраля 2015 года Хуршид Мирзахидов был назначен главой вновь созданного Министерства по развитию информационных технологий и коммуникаций Республики Узбекистан, и оставался на этом посту вплоть до перехода в Национальную телерадиокомпанию.

### Карьера
- В 1994—1999 годах — работал на различных должностях сферы связи и информатизации. Таких как, Министерство связи, Узбекское агентство почты и телекоммуникаций.
- В 1999—2001 годах — работал начальником финансового отдела и директором Фонда государственной поддержки развития почты и телекоммуникаций.
- В 2001—2002 годах — занимал должность заместителя генерального директора акционерной компании «Узбектелеком».
- В 2002—2003 годах — был заведующим секретариатом руководителя Комплекса связи и информационных технологий Кабинета Министров Республики Узбекистан.
- В 2003—2004 годах — заместитель генерального директора УзАСИ.
- С сентября по декабрь 2004 года был заместителем генерального директора АК «Узбектелеком».
- В 2004—2006 годах — работал заведующим Информационно-аналитическим департаментом по вопросам информационных систем и телекоммуникаций Кабинета Министров Республики Узбекистан.
- В 2006—2009 годах — был председателем правления государственной акционерной компании «Узпроммашимпэкс».
- В 2009—2010 годах — работал первым заместителем председателя Национальной телерадиокомпании Узбекистана.
- В 2010—2012 годах — занимал должность первого заместителя генерального директора УзАСИ.
- С февраля по октябрь 2012 года работал на должности генерального директора УзАСИ.
- В 2012—2015 годах — был председателем Государственного комитета связи, информатизации и телекоммуникационных технологий Республики Узбекистан.
- В 2015—2017 годах — возглавлял Министерство по развитию информационных технологий и коммуникаций Республики Узбекистан.
- С 2 февраля по 3 августа 2017 года был председателем НТРК Узбекистана.
- С 1 ноября 2017 года по 30 апреля 2020 года был заместителем председателя государственного комитета по автомобильным дорогам[3].
- 30 апреля 2020 года назначен послом Узбекистана в Кыргызстане.